# متاع دميرك
متاع دُمَيْرِك (بالمالطية: Ta' Dmejrek) اسمُ أعلى نقطة في جزيرة مالطة، وهي في بلدية السجِّيويّ على جرف دِنِغْلِي المطلِّ على ساحل الجزيرة الجنوبي، ويبلغ ارتفاعها 257 مترا فوق سطح البحر.